# Prefation
Prefation är en lovsång som inleder nattvardsfirandet i mässan.

## Text
Prefationen inleds i latinbaserade liturgier (Katolska Kyrkan: romersk rit, ambrosiansk rit, m.fl.; Svenska kyrkan: svenska kyrkans mässordning) med dessa ord:

## Latin
Präst (P): Dominus Vobiscum

Församling (F): Et Cum Spiritu Tuo

P: Sursum Corda

F: Habemus ad Dominum

P: Gratias Agamus Domino Deo Nostro

F: Dignum et Iustum Est

## Svenska
Romersk-katolska kyrkan:
P: Herren vare med er

F: Med dig vare ock herren

P: Upplyft era hjärtan

F: Vi upplyfter våra hjärtan till Gud

P: Låt oss tacka Gud vår herre

F: Allena han är värd vårt tack och lov
Svenska Kyrkan:
P: Herren vare med er

F: Med dig vare ock herren

P: Upplyft era hjärtan

F: Vi upplyfter våra hjärtan till Gud

P: Låt oss tacka Gud vår herre

F: Allena han är värd vårt tack och lov
Därefter följer den egentliga prefationen, som varierar under kyrkoåret.
Den avslutas med en inledning till Sanctus/"Helig", till exempel Därför vill vi med Dina trogna i alla tider och med hela den himmelska härskaran prisa Ditt namn och tillbedjande sjunga:
Dessa eller liknande ord följs direkt av Sanctus/Helig.